# 異型リンパ球

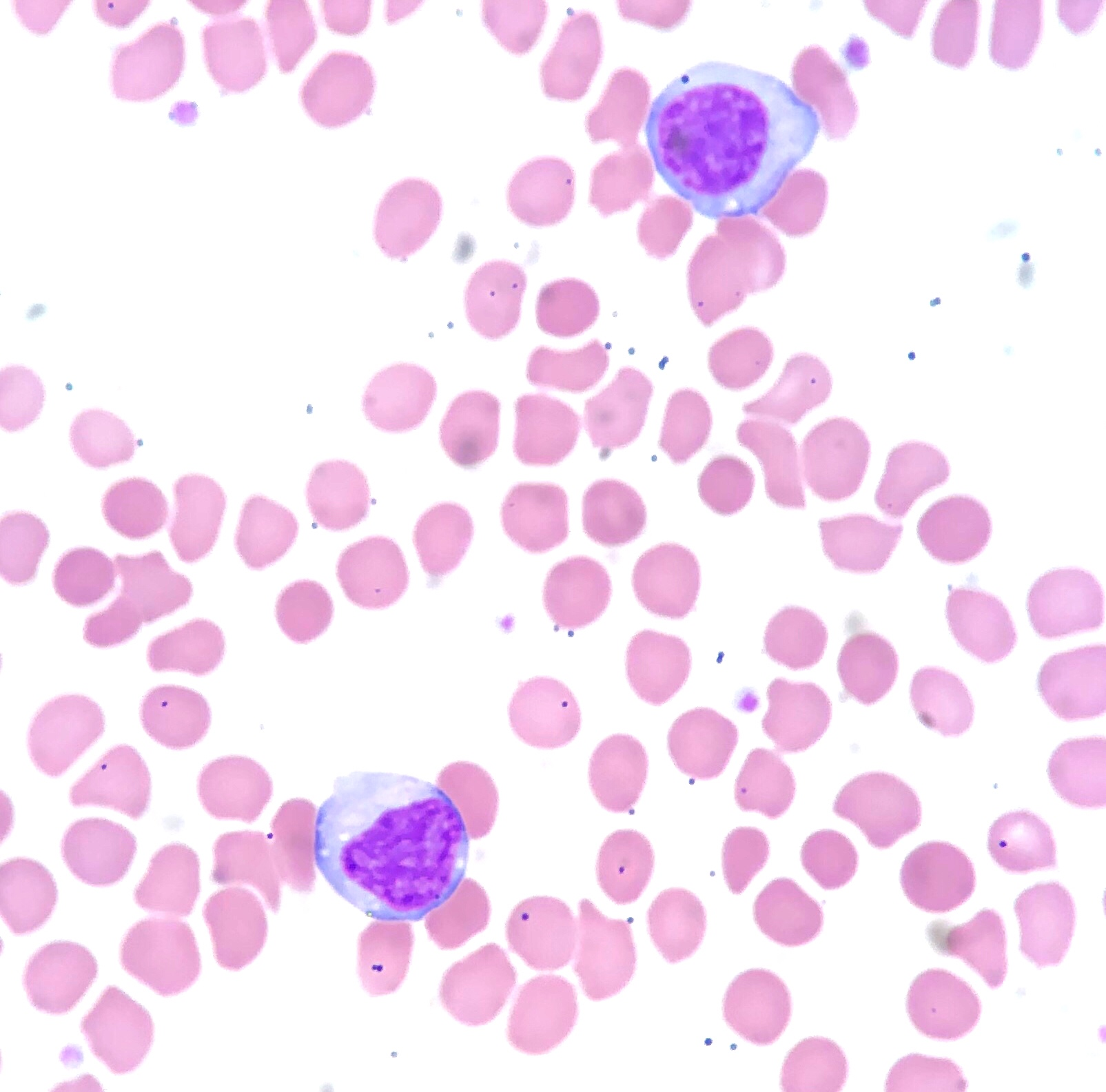
伝染性単核球症患者の末梢血中の異型リンパ球

異型リンパ球（いけいりんぱきゅう、（英）atypical lymphocyte）とは、ウイルスなどの免疫刺激に反応して末梢血中のリンパ球が活性化し形態が変化したものである。近年は反応性リンパ球（はんのうせいりんぱきゅう、（英）reactive lymphocyte）と呼ぶことが推奨されている。

## 病態
免疫刺激を受けたリンパ球は、形態と性状の変化を起こし、さまざまなサイトカインや免疫グロブリンを産生するようになる。形態的には、大型（赤血球の2倍程度以上）、細胞質が豊富で、正常リンパ球に比し細胞質の好塩基性（青色）が強い。核は偏在しクロマチン凝集がみられ、核小体が認められるものもある。これが異型リンパ球である。
「異型」という語句から腫瘍と混同されやすいが、腫瘍性の単クローン性（モノクローナル）の増殖ではなく、正常のリンパ球が刺激に対し多クローン性に反応したものである。なお、腫瘍性のリンパ球は「異型リンパ球」ではなく「異常リンパ球」と呼ばれる。
|  |  |  |  |

異型リンパ球の形態は症例ごとに様々であり、異型リンパ球を同定する明確な基準は存在しない。異型リンパ球をさらに形態的に分類する方法として、古典的なダウニー（Downey） の分類がある。しかし、形態と病態とがうまく対応しないため、異型リンパ球（反応性リンパ球）として一括することが多い。
| ダウニー（Downey）による異型リンパ球の分類 | ダウニー（Downey）による異型リンパ球の分類                                         |
| ------------------------------------------ | ---------------------------------------------------------------------------------- |
| Ⅰ型                                        | 単球に類似。核は腎臓型ないし分葉状。細胞質は好塩基性、空胞が見られることがある。   |
| Ⅱ型                                        | 形質細胞に類似。核は緻密で核小体をもつ。細胞質は好塩基性、アズール顆粒が含まれる。 |
| Ⅲ型                                        | リンパ芽球に類似。核は凝集、核小体をもつ。細胞質は好塩基性が強い。                 |

EBウイルス感染で出現する異型リンパ球は、ほとんどがCD8陽性T細胞であり、EBウイルスに感染したB細胞に反応する細胞傷害性T細胞と考えられている。

## 検査法
異型リンパ球は、ルーチンの白血球分類 検査の一環として末梢血の塗抹標本を顕微鏡で観察する際に認識するものであり、特別な検査があるわけではない。
異常リンパ球（悪性リンパ腫の白血化など）との鑑別が難しい場合は、細胞表面マーカーの検索などを追加することがある。
なお、末梢血の鏡検は人手を要するため、白血球分画等は血球自動分析装置による検査のみが実施されることも多い。血球自動分析装置では、異型リンパ球は認識されなかったり、または、過少に報告されることがあるので、注意を要する。

## 異型リンパ球が見られる疾患
異型リンパ球そのものは非特異的な所見であり、その存在自体が、即、病的ということではない。
健常人でも白血球の1 %以下程度の異型リンパ球は見られることがあり、小児では5 %前後になることがある。
成人で多数の異型リンパ球が見られるのはウイルス感染症が多い。異型リンパ球が白血球の10 %以上なら、伝染性単核球症（EBウイルス）やサイトメガロウイルスの初感染を疑う（単核球症候群）。急性HIV感染症でも伝染性単核球症様の症状と異型リンパ球が見られることがある。
ウイルス感染以外にも、下の表に示したように、様々な感染症、アレルギー、など、免疫系が刺激される病態で異型リンパ球が出現することがある。
| 異型リンパ球が見られる病態 | 異型リンパ球が見られる病態 |
| -------------------------- | --- |
| ウイルス感染               | EBウイルス、サイトメガロウイルス、 HIV、 A型肝炎、 風疹、流行性耳下腺炎、突発性発疹、単純ヘルペス、出血熱、 アデノウイルス、デング出血熱、インフルエンザ、水痘、帯状疱疹、風疹           |
| 細菌感染                   | Q熱、リステリア、リケッチア痘、梅毒、マイコプラズマ肺炎、結核 |
| 原虫感染                   | トキソプラズマ |
| 薬物・毒物                 | 有機ヒ素剤、鉛、ヒダントイン、トリニトロトルエン、パラアミノサリチル酸（PAS）、フェノチアジン、ジメチルフェニルスルフォン（ダプソン）                                                    |
| 内分泌疾患                 | ストレス (エピネフリン)、汎下垂体機能低下症、アジソン病、糖質コルチコイド欠損症、甲状腺機能亢進症                                                                                        |
| 自己免疫疾患・免疫不全     | 関節リウマチ、特発性血小板減少性紫斑病、 全身性エリテマトーデス、 自己免疫性溶血性貧血、無ガンマグロブリン血症、ギランバレー症候群、重症筋無力症、急性散在性脳脊髄炎、癌性ニューロパチー |
| 悪性疾患                   | ホジキン病 |
| その他                     | サルコイドーシス、還流後症候群（人工心肺使用後）、放射線照射、予防接種、拒絶反応（腎移植）                                                                                               |

## 臨床的意義
異型リンパ球は、免疫刺激状態の存在を示唆するが、それ自体が治療の対象になるわけではない。
多数の異型リンパ球が出現していれば、伝染性単核球症、サイトメガロウイルス初感染、急性HIV感染症、などを疑い、確定診断のための検査を検討する。
ちなみに、伝染性単核球症ではペニシリン系の抗生物質であるアンピシリンを投与するとアレルギー性の皮疹が30-50%と高率に起こる。異型リンパ球を伴う発熱・咽頭痛患者では伝染性単核球症の可能性があるため、ウイルス抗体検査や核酸検査でEBウイルス感染の確定診断がついていなくとも、ペニシリン系抗生剤は避ける。
なお、COVID-19では、末梢血に異型リンパ球が見られる方が予後がよいとの報告がある。